# Rangin Dadfar Spanta

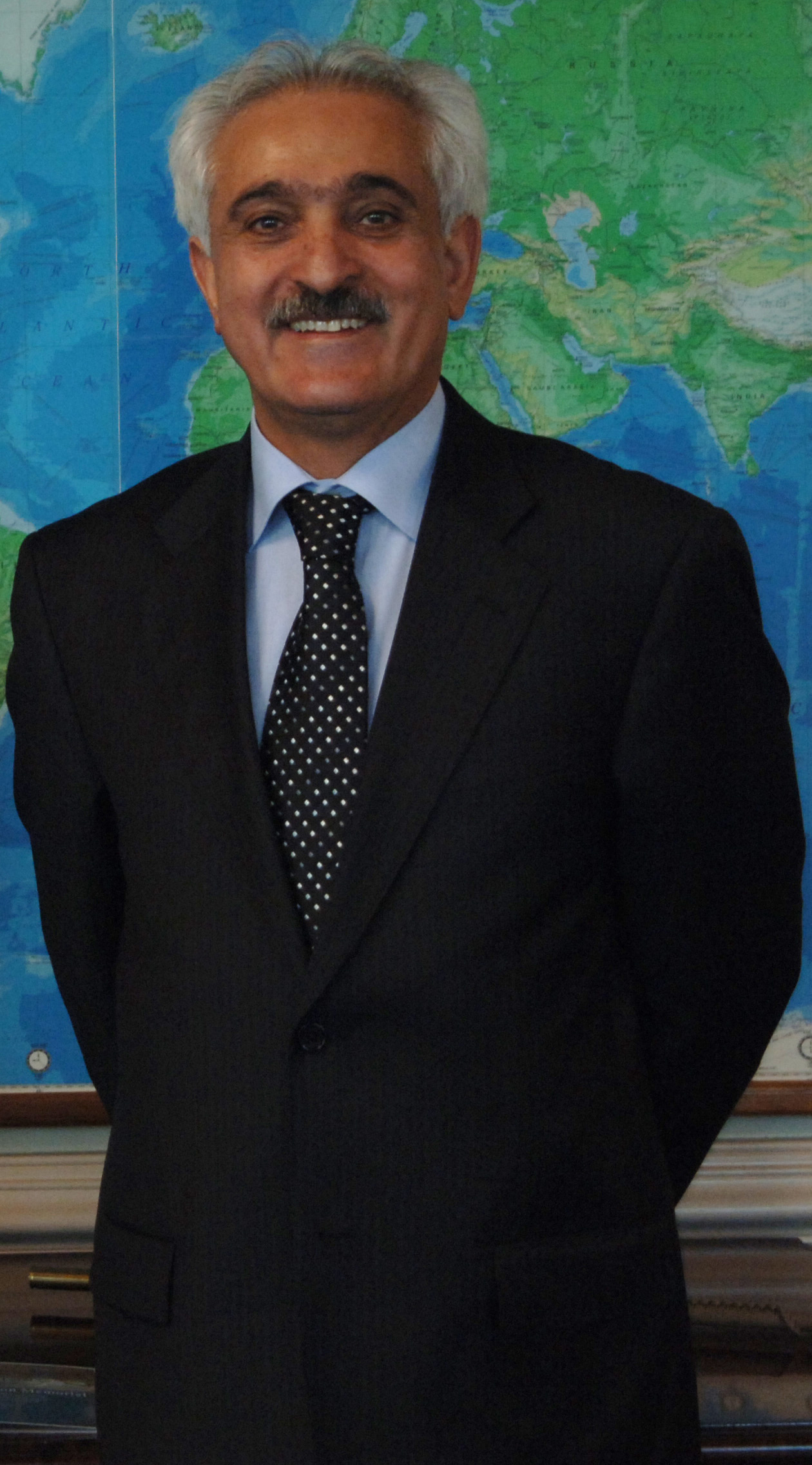
Rangin Dadfar Spanta

Dr. Rangin Dadfar Spanta (Herat, 15 december 1953) was van 2006 tot 2010 de minister van Buitenlandse Zaken van de Islamitische Republiek Afghanistan.
Hij werd in die functie benoemd door president Hamid Karzai bij een wijziging van de samenstelling van de regering met ingang van Nieuwjaar 1385 (Afghaanse jaartelling), op 21 maart 2006, waarna zijn benoeming werd aanvaard door de Wolesi Jirga, het lagerhuis van het Afghaanse parlement, op 20 april 2006. Eerder was hij adviseur van Karzai in internationale aangelegenheden.
Spanta leefde vele jaren als vluchteling na de invasie van de Sovjet-Unie in Afghanistan in 1979 en de daaropvolgende langdurige oorlog en de periode van de Taliban. Tijdens zijn ballingschap was hij wetenschapper en docent politicologie aan de Rheinisch-Westfälische Technische Hogeschool te Aken, waar hij ook woordvoerder was van de organisatie Alliantie voor Democratie in Afghanistan, en tevens actief was in de Grünen.
Sinds zijn terugkeer in Afghanistan na de val van de Taliban was hij enige tijd docent aan de Universiteit van Kaboel.
Samen met president Karzai en een aantal andere Afghaanse diplomaten en politici nam hij deel aan de Internationale Afghanistan-conferentie te Den Haag op 31 maart 2009.
Na een soortgelijke conferentie in Londen werd Spanta in januari 2010 door president Karzai vervangen door Zalmai Rassoul.